# Teresio Vachet
Teresio Vachet (Bardonecchia, 4 febbraio 1947 – Bardonecchia, 2 luglio 2025) è stato uno sciatore alpino e sciatore di velocità italiano.

## Biografia
Dopo aver praticato in gioventù il salto con gli sci, Teresio Vachet iniziò la sua carriera agonistica gareggiando nello sci alpino: discesista puro, debuttò in campo internazionale in occasione della Coppa dei Paesi alpini 1965 (Davos, 9-15 febbraio) classificandosi 37º; in Coppa del Mondo esordì nella stagione inaugurale del circuito, il 14 gennaio 1967 a Wengen (32º), conquistò il miglior risultato il 27 gennaio seguente a Megève (17º) e ottenne l'ultimo piazzamento il 20 gennaio 1968 a Kitzbühel (32º). Ai X Giochi olimpici invernali di Grenoble 1968, sua unica presenza olimpica e iridata, chiuse al 22º posto; prese per l'ultima volta il via in Coppa del Mondo il 24 febbraio dello stesso anno a Chamonix, senza completare la gara.
In seguito si dedicò allo sci di velocità: vinse la medaglia d'argento ai Mondiali (non ufficiali) di Cervinia 1971 con 182 km/h (il vincitore, il suo connazionale Alessandro Casse, raggiunse i 184 km/h) e Cervinia 1973 (ancora alle spalle di Casse); il suo primato nel chilometro lanciato fu di 183,486 km/h.

## Palmarès

### Sci alpino

#### Campionati italiani
- 2 medaglie[8]:
  - 1 argento (discesa libera nel 1966)
  - 1 bronzo (discesa libera nel 1968)

### Sci di velocità

#### Mondiali
- 2 medaglie (non ufficiali)[1][7]:
  - 2 argenti (chilometro lanciato a Cervinia 1971; chilometro lanciato a Cervinia 1973)